# Jimmie Simpson

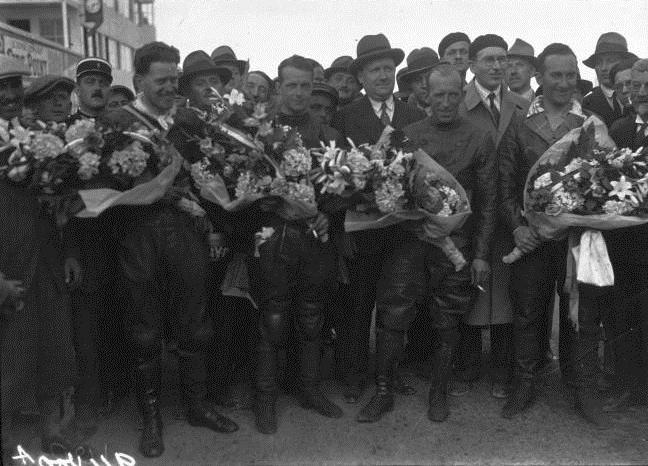
De winnaars van de Grand Prix de l'UMF van 1932: v.l.n.r. Eric Fernihough (175 cc), Leo Davenport (250 cc), Jimmie Simpson (350 cc) en Stanley Woods (500 cc).

Jimmie H. Simpson (1898 - 1981) was een Brits motorcoureur. Hij was lange tijd fabriekscoureur, eerst bij AJS en later bij Norton en een van de meest succesvolle coureurs in de jaren twintig en -dertig.
Jimmie Simpson hield er een zeer felle rijstijl op na, waar de motorfietsen uit die tijd niet altijd tegen bestand waren. Als hij won was het vaak met een grote voorsprong, maar hij viel vaak uit met materiaalpech. Hij was steeds de eerste die op de Snaefell Mountain Course en snelheids-mijlpaal bereikte: gemiddelde snelheid van 60 mph (97 km/h), 70 mph (113 km/h) en 80 mph (129 km/h), maar door zijn vele pechgevallen kreeg hij de bijnaam "Unlucky Jim".
Voor de rijder van de snelste ronde tijdens de TT-week op het Eiland Man wordt nog steeds de "Jimmie Simpson Trophy" uitgereikt.

## Carrière
In 1922 nam hij voor het eerst deel aan de TT van Man. Hij startte in de 500 cc Senior TT met een Scott, maar moest al na een halve ronde stoppen met een beschadigde motorfiets. 

### AJS
In 1923 werd hij fabriekscoureur bij AJS. Voor dat merk startte hij in de 350 cc Junior TT. Hij reed de snelste ronde, maar viel terwijl hij aan de leiding ging met meer dan een minuut voorsprong. In 1924 startte hij in de Junior- en de Senior TT, maar haalde in beide wedstrijden de finish niet. Toch werd 1924 een succesvol jaar. In dat jaar werd voor het eerst het Europees kampioenschap wegrace georganiseerd in een eendagswedstrijd op het Autodromo Nazionale in Monza. Simpson won de 350 cc klasse en werd zo de eerste Europese 350 cc kampioen.
In 1925 haalde hij weer de finish niet in de Senior TT, maar hij werd derde in de Junior TT en zelfs vijfde in de zijspanklasse. In juli won hij de Grand Prix van Frankrijk in Montlhéry met een Sunbeam.
In 1926 werd hij tweede in de Junior TT. Hij won de 500 cc klasse van de Grand Prix van België in Spa-Francorchamps. Omdat die wedstrijd ook om de Europese titel ging, werd hij Europees kampioen, hoewel het de enige 500 cc race was die hij in dat jaar won. In augustus won hij de 350 cc klasse tijdens de Grand Prix van Duitsland op de AVUSRing.
1927 was tot dan toe het meest succesvolle jaar van Jimmie Simpson. Hij werd derde in de Junior TT en hij werd opnieuw Europees kampioen in de 350 cc klasse, ditmaal op de Nürburgring. Hij won de 350 cc klasse in de Grands Prix van Zwitserland, België en Oostenrijk.

### Norton
In 1929 stapte hij over naar Norton. In de Senior- en de Junior TT haalde hij de finish niet, maar in 1930 werd hij derde in de Senior TT en won hij de 500 cc klasse in de eerste Grand Prix van Zweden. Dit was zijn eerste internationale overwinning voor Norton. In 1931 werd hij tijdens de Senior TT de eerste coureur die een ronde op de Snaefell Mountain Course aflegde met een gemiddelde snelheid van meer dan 80 mph (130 km/h), maar hij viel uit. Hij won wel opnieuw de 500 cc klasse in Zweden. In 1932 werd hij derde in de Senior TT en hij won de 350 cc klasse in Frankrijk en België. In 1933 werd hij tweede in de Senior TT achter zijn teamgenoot Stanley Woods. In Zweden werd hij voor de derde keer Europees kampioen in de 350 cc klasse.

## Einde carrière
In de Senior én de Junior TT werd Simpson in 1934 tweede, steeds achter een teamgenoot. In de 250 cc Lightweight TT reed hij op een Rudge-Whitworth. Hij versloeg zijn teamgenoten Graham Walker en Ernie Nott en won voor het eerst een klasse in de TT van Man. Dit was tevens de laatste overwinning voor Rudge. Voor de vierde keer werd hij Europees kampioen in de 350 cc klasse, ditmaal in Assen. Verder won hij de 350 cc klasse in Duitsland, de 350- en de 500 cc in Zwitserland, de 350 cc in België en de 350 cc in Ulster.
Hij was intussen 36 jaar en beëindigde zijn actieve carrière, maar hij ging werken voor de race-afdeling van Royal Dutch Shell.

### Titels
- 1924 – 350 cc Europees kampioen met AJS
- 1926 – 500 cc Europees kampioen met AJS
- 1927 – 350 cc Europees kampioen met AJS
- 1933 – 350 cc Europees kampioen met Norton
- 1934 – 350 cc Europees kampioen met Norton

### Isle of Man TT overwinning
| Jaar | Categorie            | Merk  | Gemiddelde snelheid |
| ---- | -------------------- | ----- | ------------------- |
| 1934 | Lightweight (250 cc) | Rudge | 113.96 km/h         |

### Race overwinningen
Een gele achtergrond indiceert tevens Europese kampioenschapsstatus
| Jaar | Categorie | Merk    | Race                       | Circuit                      |
| ---- | --------- | ------- | -------------------------- | ---------------------------- |
| 1924 | 350 cc    | AJS     | Grand Prix des Nations     | Monza                        |
| 1925 | 500 cc    | Sunbeam | Grand Prix van Frankrijk   | Montlhéry                    |
| 1926 | 500 cc    | AJS     | Grand Prix van België      | Spa-Francorchamps            |
| 1926 | 350 cc    | AJS     | Grand Prix van Duitsland   | AVUS                         |
| 1927 | 350 cc    | AJS     | Grand Prix van Zwitserland | Circuit de Meyrin (Genève)   |
| 1927 | 350 cc    | AJS     | Grand Prix van Duitsland   | Nürburgring                  |
| 1927 | 350 cc    | AJS     | Grand Prix van België      | Spa-Francorchamps            |
| 1927 | 350 cc    | AJS     | Grand Prix van Oostenrijk  | Vösendorf                    |
| 1930 | 500 cc    | Norton  | Grand Prix van Zweden      | Saxtorp                      |
| 1931 | 500 cc    | Norton  | Grand Prix van Zweden      | Saxtorp                      |
| 1932 | 350 cc    | Norton  | Grand Prix van Frankrijk   | Reims-Gueux                  |
| 1932 | 350 cc    | Norton  | Grand Prix van België      | Spa-Francorchamps            |
| 1933 | 350 cc    | Norton  | Grand Prix van Frankrijk   | Dieppe                       |
| 1933 | 350 cc    | Norton  | Grand Prix van Zweden      | Saxtorp                      |
| 1934 | 350 cc    | Norton  | TT Assen                   | Circuit van Drenthe          |
| 1934 | 350 cc    | Norton  | Grand Prix van Duitsland   | Badberg-Viereck              |
| 1934 | 350 cc    | Norton  | Grand Prix van Zwitserland | Bremgarten                   |
| 1934 | 500 cc    | Norton  | Grand Prix van Zwitserland | Bremgarten                   |
| 1934 | 350 cc    | Norton  | Grand Prix van België      | Spa-Francorchamps            |
| 1934 | 350 cc    | Norton  | Ulster Grand Prix          | Clady Circuit, County Antrim |